# 華麗なる激情 (映画)
『華麗なる激情』（かれいなるげきじょう、英語原題：The Agony and the Ecstasy）は、キャロル・リード監督による1965年の歴史ドラマ映画である。アーヴィング・ストーンによる伝記小説『ミケランジェロの生涯 苦悩と歓喜』を原作としており、チャールトン・ヘストンがミケランジェロ、レックス・ハリソンがユリウス2世を演じた。

## キャスト
- チャールトン・ヘストン - ミケランジェロ(吹替:小林昭二)
- レックス・ハリソン - ユリウス2世(吹替:早野寿郎)
- ダイアン・シレント（英語版） - コンテシナ
- ハリー・アンドリュース - ブラマンテ
- アルベルト・ルーポ（英語版） - ウルビーノ公爵
- アドルフォ・チェリ - ジョヴァンニ
- ヴェナンチーノ・ヴェナンチーニ（英語版） - パリス
- ジョン・ステイシー - サンガロ
- ファウスト・トッツィ（英語版） - フォアマン
- マキシン・オードリー（英語版） - 女性
- トーマス・ミリアン - ラファエロ

※吹替版放映：1970年10月5日『月曜ロードショー』　

## 受賞とノミネート
| 賞           | 部門                     | 候補者                                                             | 結果       |
| ------------ | ------------------------ | ------------------------------------------------------------------ | ---------- |
| アカデミー賞 | 美術賞（カラー）         | ジョン・デ・キュア、ジャック・マーティン・スミス、ダリオ・シモーニ | ノミネート |
| アカデミー賞 | 衣裳デザイン賞（カラー） | ヴィットリオ・ニーノ・ノヴァレーゼ                                 | ノミネート |
| アカデミー賞 | 作曲賞                   | アレックス・ノース                                                 | ノミネート |
| アカデミー賞 | 録音賞                   | ジェームズ・コーカラン（20世紀フォックス・サウンド部）             | ノミネート |
| アカデミー賞 | 撮影賞（カラー）         | レオン・シャムロイ                                                 | ノミネート |